# Lexikon des internationalen Films
El Lexikon des internationalen Films (Léxico del cine internacional) es una obra de referencia de varios volúmenes con reseñas de películas y otras entradas sobre todas las películas para cine y muchas películas para televisión que se han proyectado en Alemania desde 1945. Se actualiza constantemente y algunas partes también están disponibles a través de varias bases de datos de películas. La obra fue publicada por la revista Filmdienst hasta 2018 y desde entonces por la editorial de Filmdienst, la Katholische Filmkommission (Comisión católica de cine) para Alemania. 

## Léxico
El Lexikon des internationalen Films se basa en las reseñas cinematográficas de la revista cinematográfica Filmdienst, que se publica desde 1947 y tiene su origen en la crítica católica de cine. En 1987, Rowohlt Verlag publicó el léxico como una obra de diez volúmenes. En 1995, la editorial Zweitausendeins publicó una nueva edición de diez volúmenes.  En 2002, la editorial número dos mil actualizó la obra de referencia y la publicó como una enciclopedia cinematográfica de cuatro partes, en la que se revaluaron algunas de las películas. Desde 1987 se publica un volumen complementario que actualiza la enciclopedia, inicialmente cada dos años y luego anualmente a partir de 1995. Schüren Verlag publica desde 2001 los volúmenes anuales del Lexikon des internationalen Films. 
Desde 2004, las reseñas individuales también están disponibles en el archivo Munzinger, para el que es necesario registrarse.  La fuente principal de búsquedas en línea es el portal Filmdienst,   donde se puede acceder gratuitamente a información sobre películas y versiones breves de reseñas; las revisiones largas solo mediante registro. El servicio cinematográfico también concede licencias de esta oferta en línea a otras bases de datos, como por ejemplo bs-net.de.  Estas bases de datos no necesariamente pretenden ser completas. 

## Estructura
Además del título original de una película, se enumeran el título de la película alemana con títulos alternativos, los principales contribuyentes, el año de estreno y el año del estreno o primera emisión en Alemania y otros detalles técnicos. Las descripciones de la parte principal suelen constar de tres o cuatro frases por entrada.
La edición impresa de 2002 fue actualizada a finales de 2001 y analiza 52.000 películas. También contiene 130 ensayos sobre los siguientes temas:
Volumen I:
- Cine de autor /escritores cinematográficos: Stanley Kubrick, Woody Allen, Atom Egoyan, Jean-Luc Godard, John Sayles y Pedro Almodóvar.
- El color azul : entre otros Michael Mann y Jean Luc Godard
- Luis Buñuel
- RDA, entre otros Egon Günther, Kurt Maetzig, Jochen Krausser
- Cine de Alemania
- Ensayos cinematográficos y documentales
- Extremo Oriente: Wu Tianming, Zhang Yimou, Wong Kar-Wai, Johnnie To, Hou Hsiao-Hsien, Takeshi Kitano y los “jóvenes salvajes”

Volumen II:
- Alfred Hitchcock
- Hollywood I
- Hollywood II
- Íconos: Marlene Dietrich, Robert Mitchum, Frank Sinatra, Fred Astaire, Marlon Brando, Romy Schneider, Jeanne Moreau, Marcello Mastroianni
- Jazz, entre otros Lalo Schifrin y Roy Budd
- Cortometrajes
- Música para el cine, entre otros Kurt Weill y Hans Zimmer
- Revisiones: À bout de souffle, La gran ilusión, Los siete samuráis, M, Sol rojo, El silencio de un hombre, La ventana indiscreta, The Big Sleep

Volumen III:
- El color rojo
- Ciencia ficción: entre otros La guerra de las Galaxias, James Cameron y Blade Runner
- Steven Spielberg
- Discusiones en el taller: Michael Ballhaus, Roland Suso Richter, Christian Petzold, Romuald Karmakar y Tom Tykwer
- Western: entre otros DEFA, Gary Cooper, Raoul Walsh, Clint Eastwood

Volumen IV:
- Índice

## Ediciones
- Katholisches Institut für Medieninformation [KIM] und Katholische Filmkommission für Deutschland (editor): Lexikon des internationalen Films. Kino, Fernsehen, Video, DVD. Zweitausendeins, Frankfurt am Main 2002, ISBN 3-86150-455-3 (Red. Horst Peter Koll, Stefan Lux und Hans Messias unter Mitarb. von Jörg Gerle, Josef Lederle und Ralf Schenk, begr. von Klaus Brüne).
- Lexikon des internationalen Films 2001. 48.000 Filme mit Kurzkritiken. Systhema (CD-ROM für Windows 95/98/ NT 4.0/ MacOS ab 8.1).
- Zeitschrift film-dienst und Katholische Filmkommission für Deutschland (editor): Lexikon des internationalen Films: Das komplette Angebot im Kino, Fernsehen und auf DVD. Teiljahresbände: Filmjahr 2001/2002/2003/2004/2005/2006/2007. Schüren Verlag, ISSN 0430-4446 (Red. Horst Peter Koll und Hans Messias unter Mitarb. von Jörg Gerle [DVD]).

## Crítica
Hans Helmut Prinzler consideró que es la "Obra de referencia indispensable [...] el 'Lexikon des Internationalen Films' sigue siendo una de las obras de referencia cinematográficas más importantes a pesar de la competencia en línea (que también existe por parte de nuestra propia empresa) gracias a la consecuente política de actualización de los editores." 